# El forat
El forat (en xinès 洞, Dòng), també coneguda internacionalment com The Hole o The Last Dance, és una pel·lícula taiwanesa de drama musical del 1998 dirigida per Tsai Ming-liang. És protagonitzada per Yang Kuei-mei i Lee Kang-sheng. Ha estt doblada al català.

## Argument
Just abans del canvi del nou mil·lenni, una malaltia estranya afecta Taiwan que fa que la gent s'arrossegui per terra i cerqui llocs foscos. També plou constantment. Malgrat les ordres d'evacuació, els inquilins d'un edifici d'apartaments deteriorat es queden, inclòs Hsiao Kang (Lee Kang-sheng). Hsiao Kang dirigeix una botiga d'aliments amb pocs clients.
Un dia, un lampista arriba a l'apartament d'Hsiao Kang per comprovar les canonades. Perfora un petit forat al terra que baixa pel sostre de la dona de la planta baixa (Yang Kuei-mei). La dona, que manté el seu apartament inundat mentre emmagatzema paper higiènic, es molesta per les travessies d'Hsiao Kang a l'altre costat del forat. Ella s'enfronta a ell a la seva botiga.
No obstant això, el forat continua allà i els dos continuen posant-se nerviosos l'un a l'altre. La dona ruixa la seva habitació, creant una olor que Hsiao Kang no suporta; El despertador d'Hsiao Kang sona i desperta la dona. Malgrat això, els dos comencen a formar una connexió. Algú truca al timbre d'Hsiao Kang, però ell no respon. S'estira al costat del forat i hi fica la cama.
La dona agafa la malaltia i s'arrossega al fortí de paper higiènic que va fer. Hsiao Kang es distreu. Copeja a terra prop del forat amb un martell. Finalment, la dona surt del fort. Hsiao Kang li ofereix un got d'aigua pel forat i se'l beu. Aleshores, Hsiao Kang la tira cap amunt pel forat. A l'escena final, els dos ballen lents plegats.

## Repartiment
- Yang Kuei-mei - la dona de la planta baixa
- Lee Kang-sheng - Hsiao Kang / l'home de dalt
- Miao Tien - el client
- Tong Hsiang-Chu - el lampista
- Lin Hui-Chin - un veí
- Lin Kun-huei - el nen

## Producció
The Hole es va fer per al projecte 2000 vu par..., iniciada per l'empresa francesa Haut et Court per produir pel·lícules que representen l'aproximació del canvi de mil·lenni vist des de les perspectives de 10 països diferents.
La pel·lícula va ser dirigida per Tsai Ming-liang i protagonitzada per dos actors amb els quals havia treballat abans, Yang Kuei-mei i Lee Kang-sheng. Segons Tsai, Yang necessitava molta direcció d'ell, mentre que en Lee no en necessitava cap. Els dos actors "mai van fer clic d'una manera creativa". Quan havien de rodar escenes junts, Yang es queixava sovint a Lee de la seva actuació, dient que no treballava amb ella. Lee va dir a Tsai al plató que no volia estar en cap més pel·lícula de Tsai, però Lee va continuar protagonitzant la següent pel·lícula de Tsai, What Time Is It There? (2001). Continuarien col·laborant durant més de 30 anys.

## Recepció
Variety va descriure la pel·lícula com una "peça d'humor estranya, humida i claustrofòbica".
The Hole es va presentar al 51è Festival Internacional de Cinema de Canes. Va ser nominat per el premi Palma d'Or i va guanyar el Premi FIPRESCI (concurs) "per la seva atrevida combinació de realisme i visió apocalíptica, desesperació i alegria, austeritat i glamur". La pel·lícula va guanyar l'Hugo d'Or al millor llargmetratge al Festival Internacional de Cinema de Chicago de 1998. També va guanyar tres premis Silver Screen al Festival Internacional de Cinema de Singapur de 1999, a la millor pel·lícula asiàtica, millor director de llargmetratge asiàtic (Tsai Ming-liang) i millor actriu (Yang Kuei-mei). També va guanyar el Premi Méliès d'Argent al XXXI Festival Internacional de Cinema Fantàstic de Catalunya.
La pel·lícula té un 80% de novetat a Rotten Tomatoes.